# فولکسدورف
فولکسدورف (به آلمانی: Hamburg-Volksdorf) یک منطقهٔ مسکونی در آلمان است که در Wandsbek واقع شده‌است. فولکسدورف ۲۰٬۱۱۵ نفر جمعیت دارد.